# Sywoc

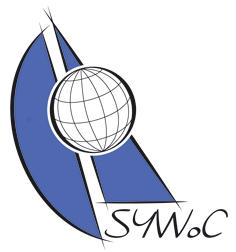
Logo de la SYWoC

La SYWoC ou Student Yachting World Cup est une compétition nautique à voile disputée par des équipes étudiantes du monde entier. Elle s’est tenue tous les ans de 1979 à 2017.

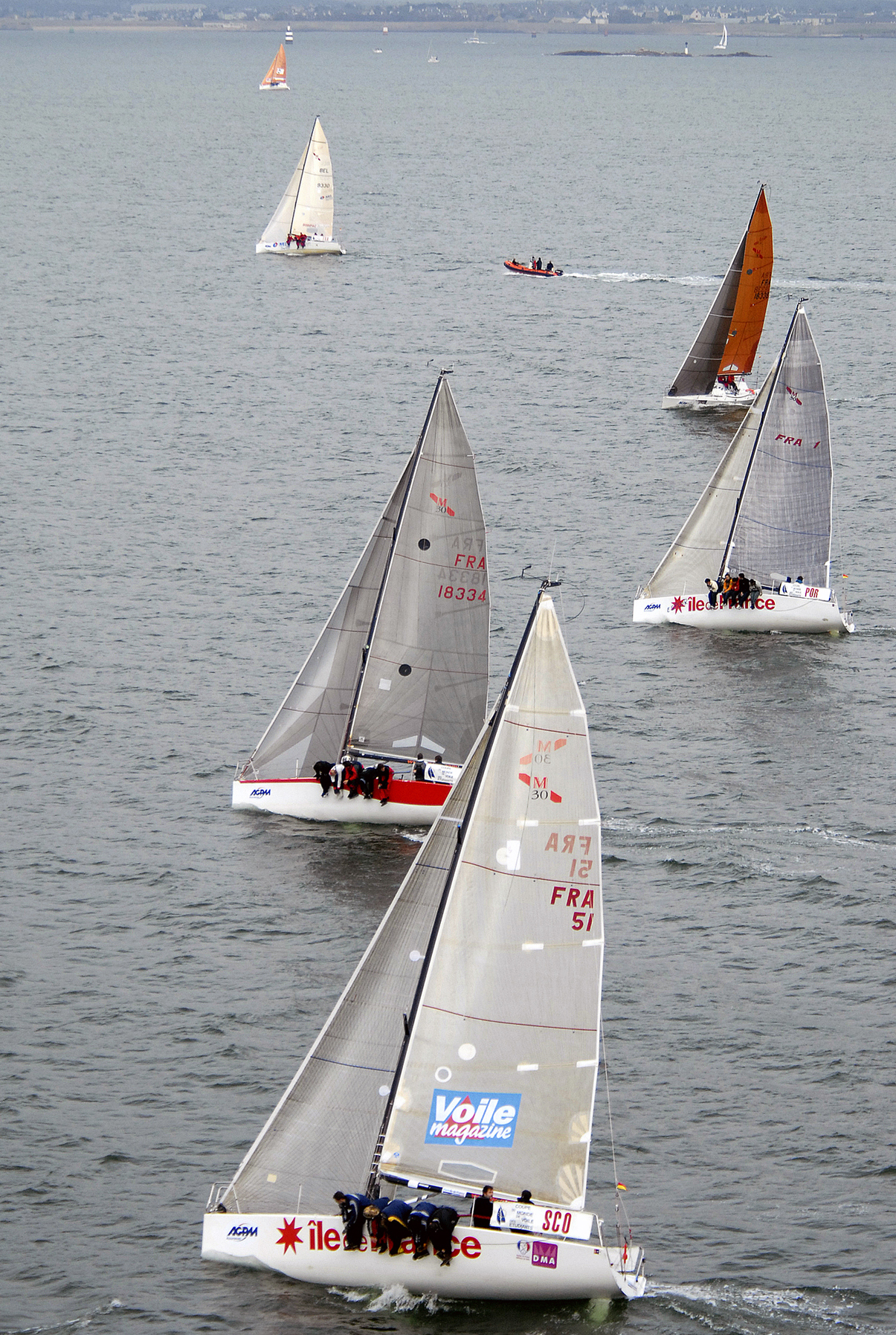
SYWoC 2006, courue sur Farr 30

## Coupe du monde de voile des étudiants
La Student Yachting World Cup (SYWoC) est une régate organisée par des élèves bénévoles de l'École polytechnique, durant laquelle s'affrontent pendant une semaine les meilleurs équipages de voile étudiante venus du monde entier. Une vingtaine de pays étaient représentés parmi lesquels le Japon, la Chine, l'Australie, le Portugal, l'Italie, l'Irlande, les États-Unis, l'Angleterre, l'Écosse, l'Allemagne...
Chaque année, la SYWoC prenait comme base un grand port français (des éditions se sont déroulées à Lorient, Royan, Marseille, La Trinité-sur-mer, La Rochelle et Toulon), pendant une semaine autour de la Toussaint.
Chaque pays était représenté par un équipage défendant les couleurs d'une université. Les sélections nationales se faisaient à partir des grands championnats universitaires, ou par défaut selon une sélection par leur fédération. En France, la sélection était faite à partir des résultats de la Course Croisière EDHEC et le classement général de la Coupe de France Étudiants organisée par la Course Croisière EDHEC.
Le pays vainqueur de l'édition précédente était invité à remettre son titre en jeu, accompagné d'un autre représentant de son pays. La France avait également la possibilité d'aligner deux représentants, puisque l'École Polytechnique était invitée en plus du sélectionné.
Le support changeait en fonction des ports d'attache. De 2007 à 2017, le Grand Surprise ou le J/80 avaient su s'imposer. 
Durant une semaine, les équipages s'affrontaient au cours de nombreuses régates, habituellement entre 10 et 15. Deux types de courses étaient organisés, les « parcours banane » et les régates côtières, et une course de nuit côtière était parfois également au programme en milieu de semaine. L'arbitrage des régates était confié à un jury international. 
À l'issue de la compétition, deux titres sont décernés :
- Le trophée AGPM récompensant le leader du classement des courses côtières
- Le titre de Student Yachting World Champion.

## Histoire
La Coupe du monde de voile des étudiants (Student Yachting World Cup en anglais, ancienne Course de l'Europe) était organisée chaque année de 1979 jusqu'en 2017 par des étudiants de l'École polytechnique.
Lorsque la course est créée en 1979 sous le nom de Course de l'Europe, seulement quelques pays européens y participent. 
En 1996, après de nombreux échanges avec l'ISAF, l'équipe organisatrice décide de renommer la compétition Student Yachting World Cup, afin de mettre le nom en cohérence avec le nombre grandissant de participants venant de quatre continents - plus de 25 équipages participèrent à cette édition organisée dans la baie de Marseille. Europe de l'Est, Japon, États-Unis, Australie ont fait de cette course un véritable événement mondial. 
La SYWoC est la seule compétition à avoir été habilitée par l'ISAF à remettre le titre de "Student Yachting World Champion".
En 2016, le compte X officiel de la SYWoC devient inactif. En 2017, leur site web est supprimé et son domaine est mis en vente.

## Tableau des vainqueurs
| Édition | Pays vainqueur | Université                                     |
| ------- | -------------- | ---------------------------------------------- |
| 1980    | Italie         | University of Bologna, Faculty of Engineering  |
| 1981    | Suisse         | École polytechnique fédérale de Lausanne       |
| 1982    | Suisse         | École polytechnique fédérale de Lausanne       |
| 1983    | Finlande       | Helsinki University of Technology              |
| 1984    | Suède          | Institut royal de technologie, Stockholm (KTH) |
| 1985    | Suisse         | École polytechnique fédérale de Lausanne       |
| 1986    | Angleterre     | Aston University, Birmingham                   |
| 1987    | Angleterre     | Aston University, Birmingham                   |
| 1988    | France         | École polytechnique                            |
| 1989    | Suède          | Lund Institute of Technology                   |
| 1990    | États-Unis     | University of Rhode Island, Kingston           |
| 1991    | Norvège        | Norwegian Institute of Technology, Trondheim   |
| 1992    | Danemark       | Technical University of Denmark, Copenhagen    |
| 1993    | Angleterre     | University of Portsmouth                       |
| 1994    | Finlande       | Åbo Akademi University, Turku                  |
| 1995    | Suisse         | École polytechnique fédérale de Lausanne       |
| 1996    | France         | INSA Lyon                                      |
| 1997    | France         | INSA Lyon                                      |
| 1998    | France         | Institute of Engineering Science, Montpellier  |
| 1999    | Danemark       | Université technique du Danemark, Copenhagen   |
| 2000    | Écosse         | University of Strathclyde                      |
| 2001    | Pays-Bas       | TU Delft                                       |
| 2002    | Pays-Bas       | TU Delft                                       |
| 2003    | Écosse         | University of Strathclyde                      |
| 2004    | Angleterre     | Southampton Solent University                  |
| 2006    | Irlande        | Trinity College (Dublin)                       |
| 2007    | Suisse         | École polytechnique fédérale de Lausanne       |
| 2008    | Irlande        | Cork Institute of Technology                   |
| 2009    | Italie         | CUS Milano                                     |
| 2010    | Angleterre     | Southampton Solent University                  |
| 2011    | France         | Euromed Management                             |
| 2012    | Irlande        | University College Dublin                      |
| 2013    | France         | Kedge Business School                          |
| 2014    | Angleterre     | Southampton University                         |
| 2015    | Suisse         | École polytechnique fédérale de Lausanne       |
| 2016    | Canada         | Queen's university                             |
| 2017    | Japon          |                                                |